# Стромально-сосудистая дистрофия
Стромально-сосудистые (мезенхимальные) дистрофии — структурные проявления нарушений обмена веществ в соединительной ткани, выявляемые в строме органов и стенках сосудов. Эти изменения развиваются в гистионе, образованном отрезком микроциркуляторного русла с окружающими его элементами соединительной ткани (основное вещество, волокнистые структуры, клетки). Эти структурные изменения могут развиваться либо в результате накопления в строме поступающих из крови и лимфы продуктов метаболизма путём её инфильтрации, либо вследствие дезорганизации основного вещества и волокон соединительной ткани, либо — извращенного синтеза.

## Классификация
В зависимости от вида нарушенного обмена стромально-сосудистые дистрофии делят на:
- белковые (диспротеинозы)
- жировые (липидозы)
- углеводные.

## Исход
Стромально-сосудистые дистрофии, сопровождаясь нарушением обмена веществ преимущественно в строме органа и в стенке сосудов, обязательно ведут и к структурным изменениям в высокоспециализированных в функциональном отношении клетках, то есть развитию паренхиматозных дистрофий.